# Quilpué
Quilpué est une  commune du Chili capitale de la province de Marga Marga située dans la région de Valparaiso. Voisine de Viña del Mar et de Valparaíso, elle est l'une des cinq communes de la conurbation du Grand Valparaíso. En 2016, sa population s'élevait à 170 853 habitants. La superficie de la commune est de 537 km2 (densité de 69 hab./km2).
Son surnom local de Ciudad del Sol (Ville du Soleil) vient du fait qu'elle bénéficie d'un nombre de jours d'ensoleillement plus important que Valparaíso, la capitale régionale et provinciale.

## Histoire
Des indigènes occupaient la région avant que le Gouverneur du Chili Pedro de Valdivia ne donne ces terres à Rodrigo de Araya en 1547. L'exploitation minière a longtemps été la principale activité de la région. La commune prend son essor en 1856 lors de la construction de la ligne de chemin de fer Valparaiso - Santiago du Chili qui traverse son territoire. Elle prend le statut de commune en 1983 et la plus grosse agglomération de la commune, Quilpué, qui s'est développée le long de la voie ferrée et de la route reliant Valparaiso à Limache, reçoit le statut de ville en 1897. La ville commence à accueillir des établissements industriels au début du XXe siècle. La ville qui se trouve à l'extrémité nord-est du territoire de la commune a connu une forte croissance démographique favorisée par la desserte du métro de Valparaiso (2005). La population de la commune est ainsi passée de 26 000 habitants en 1952 à 56 000 en 1971 104 000 en 1992, 149 000 en 2012 pour atteindre 170 853 habitants en 2016.

## Transports
Le métro de Valparaíso (Metro Regional de Valparaíso, ou Merval) fut inauguré le 23 novembre 2005. Son unique ligne relie, en vingt stations, la capitale régionale, Valparaíso, à Limache en passant par la ville la plus peuplée de la région, Viña del Mar, Quilpué et Villa Alemana. La commune de Quilpué elle-même est desservie par trois stations : Quilpué, El Sol et El Belloto.

## Administration
Quilpué appartient au 12e district électoral et à la 5e circonscription sénatoriale.
La ville est représentée à la Chambre des députés du Congrès national par les députés Marcelo Schilling Rodríguez (PS) et Amelia Herrera Silva (RN). Au Sénat, ce sont les sénateurs Carlos Ominami Pascual (PS) et Sergio Romero Pizarro (RN) qui la représentent.
La Région de Valparaíso est dirigée par le Gouvernement régional de Valparaíso, présidé par l'Intendant régional Raúl Celis Montt. Appartenant auparavant à la province de Valparaíso, Quilpué est, depuis le 11 mars 2010, la capitale de la nouvelle province de Marga Marga dont le gouverneur est Arturo Longton.
À la suite des élections municipales du 26 octobre 2008, pour la mandature 2008-2012, l'Ilustre  Municipalidad de Quilpué est dirigée par le maire Mauricio Viñambres Adasme (PS) et les conseillers municipaux sont Robert Knop Pisano (UDI), Heriberto Neira Robles (RN), Roxana Sepúlveda Alarcón (PRSD), Ursula Mir Arias (RN), Adriana Romaggi Chiesa (PS) et Cristian Cárdenas Silva (DC).

## Culture et patrimoine
Ses principaux attraits touristiques sont un  parc zoologique (l'un des trois du pays), la vallée de la Marga-Marga et la localité montagneuse de Colliguay.

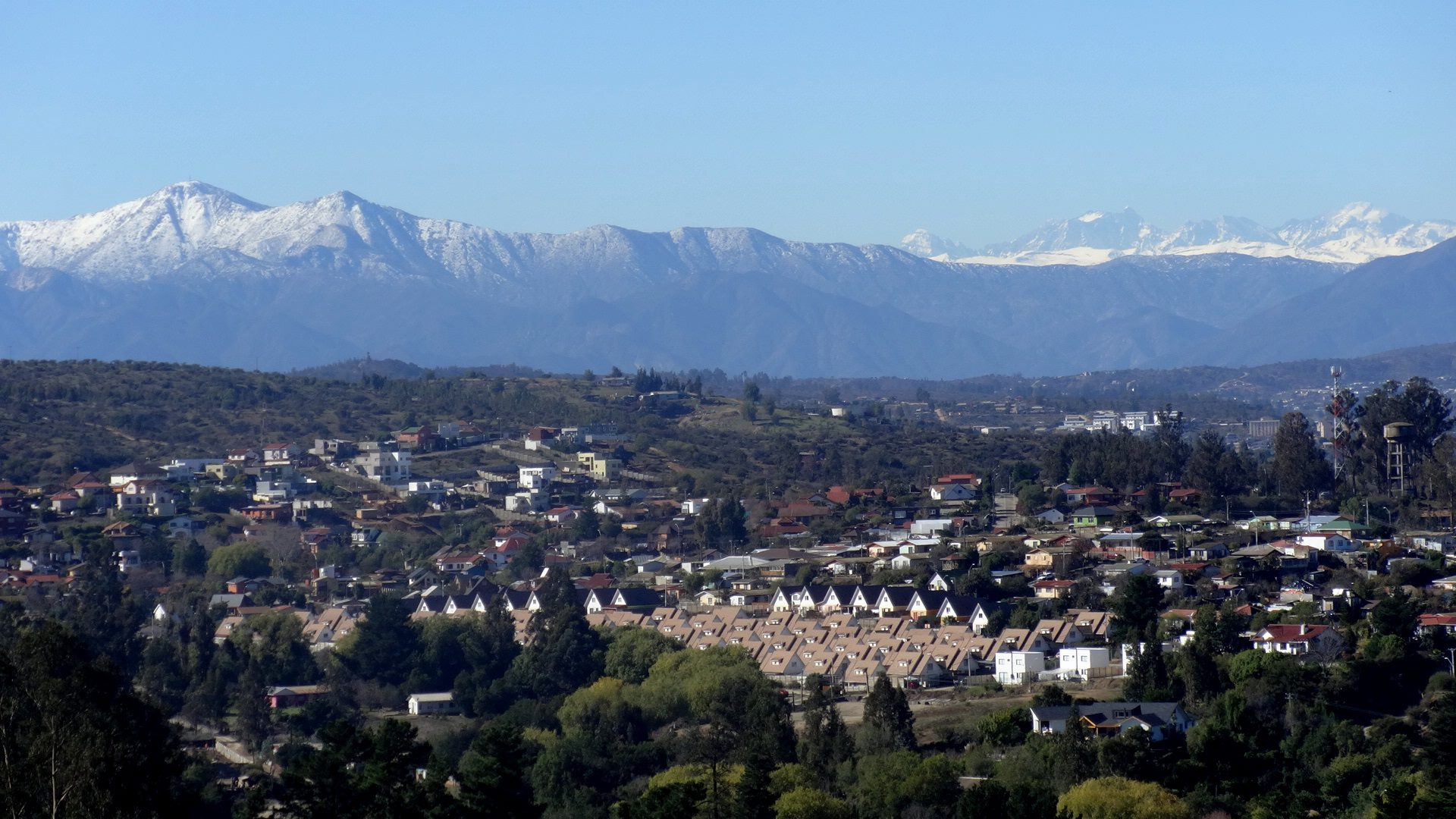
Vue de la ville
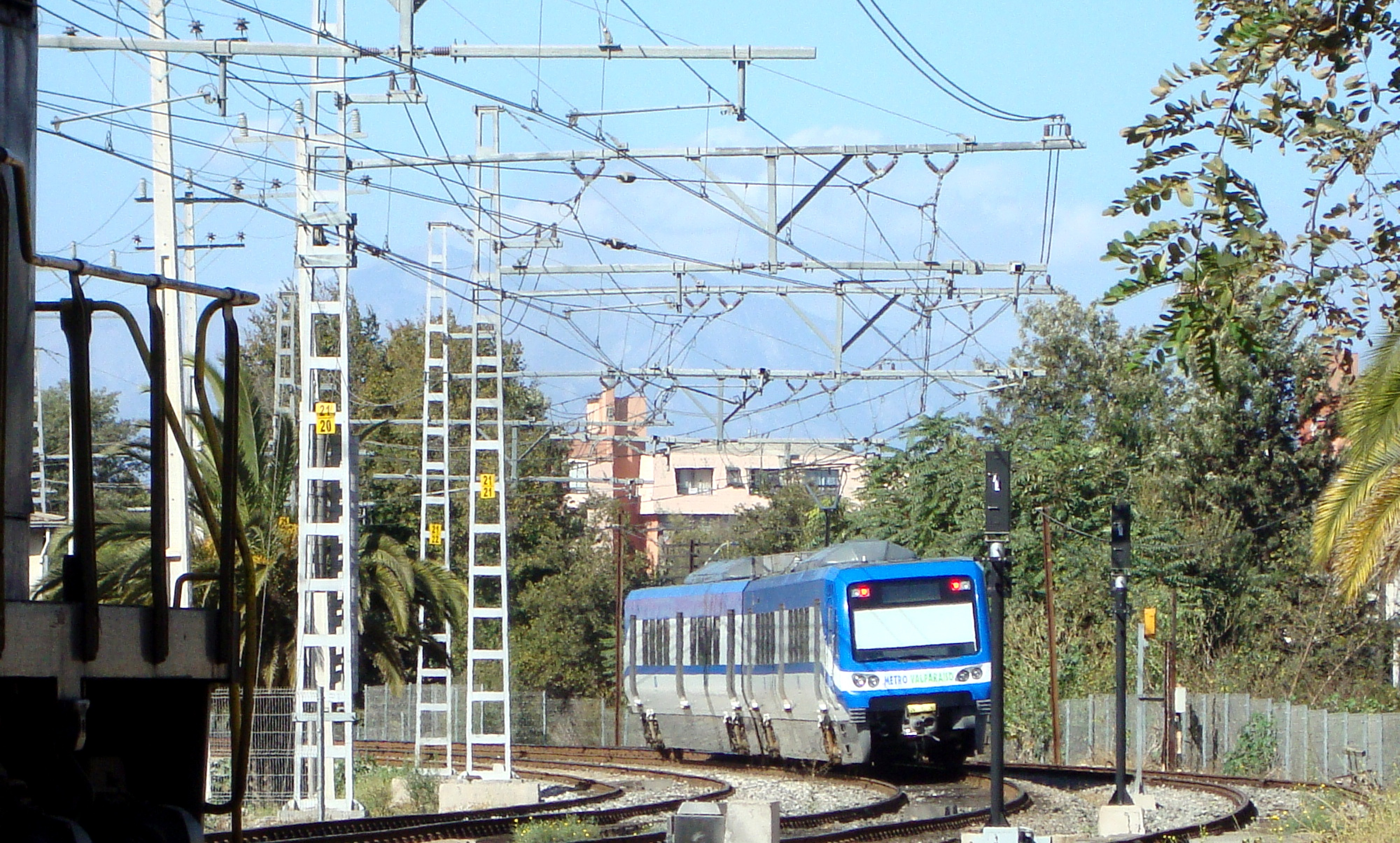
Le métro de Valparaiso à Quilpué
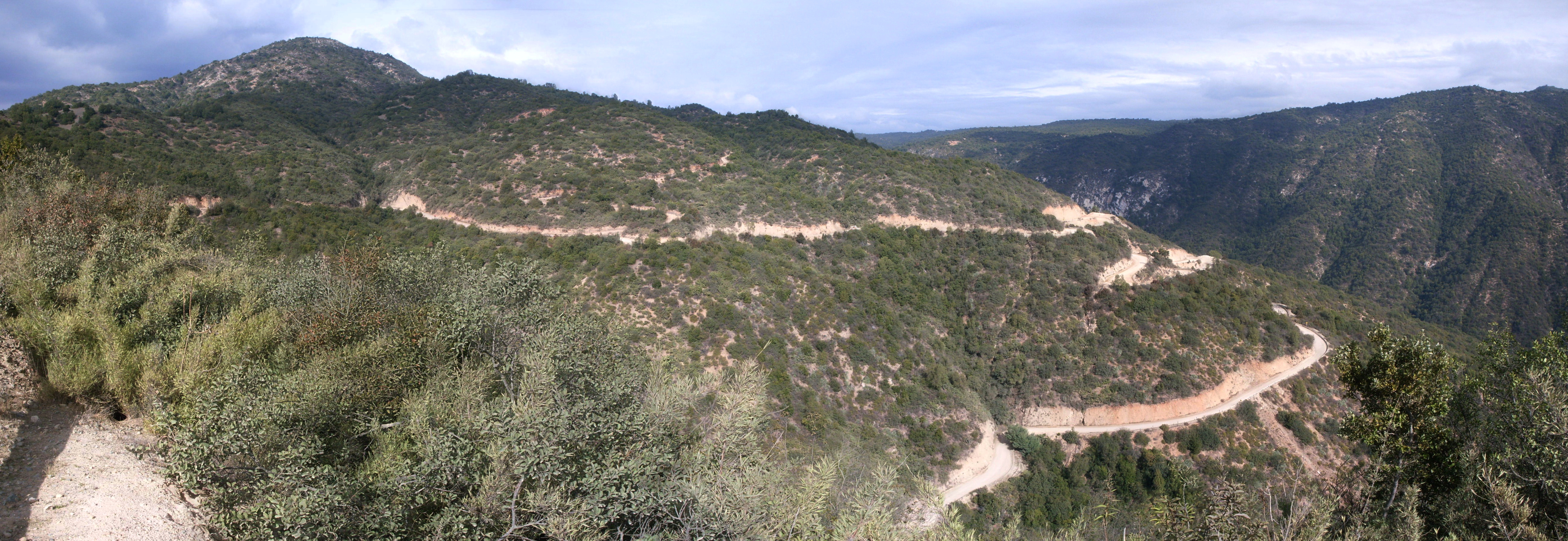
Colliguay

## Personnalités liées
- Rosita Serrano (1912-1997), chanteuse et actrice ;
- Congreso, groupe de rock fusion en est originaire.